# Mamáyev Kurgán

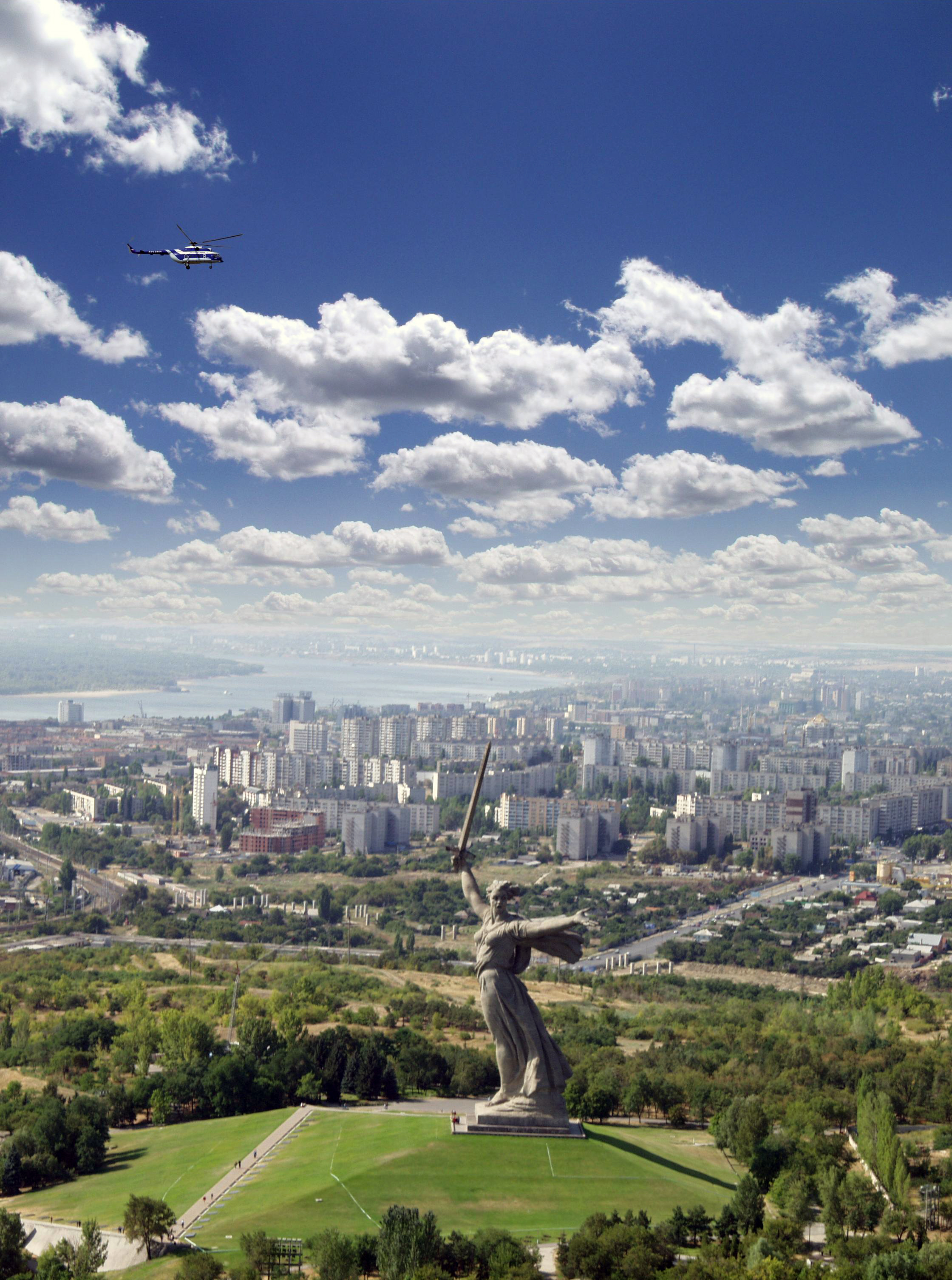
Mamáyev Kurgán coronada por la Estatua de la Madre Patria.

El Mamáyev Kurgán (en ruso: Мама́ев Курга́н) es la colina que domina desde la altura la ciudad de Volgogrado, en el sur de Rusia. Su nombre en ruso significa el «túmulo de Mamái», el comandante de la Horda de Oro en la década de 1370, aunque no hay evidencia alguna de que estuviera enterrado en ese sitio.
En la actualidad, el Mamáyev Kurgán está convertido en un gran monumento conmemorativo de la victoria soviética en la batalla de Stalingrado, entre agosto de 1942 y febrero de 1943. Este triunfo fue decisivo para la victoria de la Unión Soviética contra las fuerzas del Eje, en el Frente Oriental de la Segunda Guerra Mundial. En la colina se encuentra la Estatua de la Madre Patria que, en el momento de su apertura en 1967, era la estatua más alta del mundo.

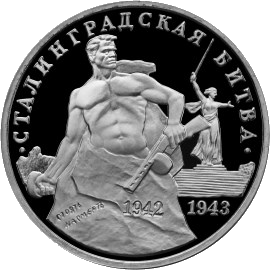
Moneda conmemorativa.

## Historia

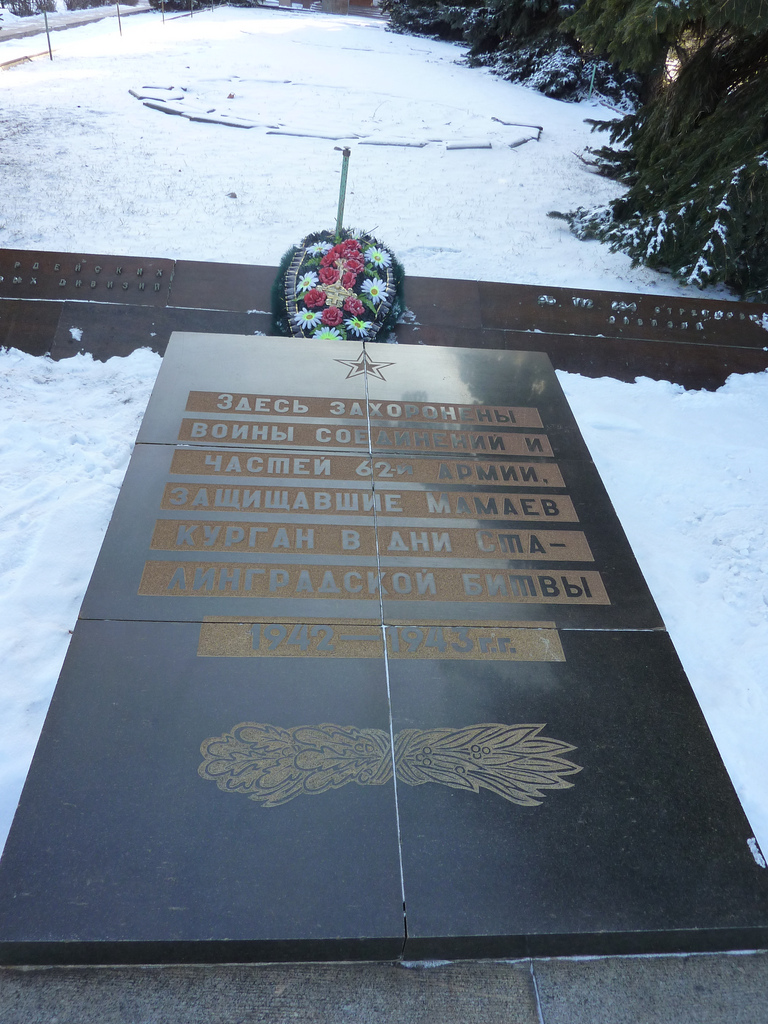
Memorial en honor al 62.º Ejército.

### Batalla de Stalingrado
Cuando las fuerzas del 6.º Ejército Alemán lanzaron su ataque contra el centro de la ciudad de Stalingrado el 13 de septiembre de 1942, la colina (que aparecía en los mapas como “Cota 102.0”) se transformó en un lugar de combate encarnizado entre los atacantes y las fuerzas defensoras del 62.º Ejército soviético. El control de la colina se transformó en un objetivo decisivo, puesto que desde esa posición se domina la ciudad, otorgando el control de ella.
Para defenderla, los soviéticos construyeron una serie de líneas defensivas en las laderas del cerro, incluyendo trincheras, cercos de alambre de púas y campos minados. Los alemanes por su parte presionaron con fuerza sobre la colina, sufriendo gran cantidad de bajas. Cuando finalmente la capturaron, empezaron a bombardear el centro de la ciudad, al igual que la estación Stalingrado-1 que se encontraba en la parte inferior del cerro. Así capturaron la estación el 14 de septiembre. 
El mismo día llegó a la sitiada ciudad la 13.ª División de Guardias soviéticos comandada por Alexandr Rodímtsev, atravesando el río Volga bajo un fuerte fuego enemigo. Los 10 000 hombres de la división que tenían como misión socorrer a los defensores, entraron en el mismo día en acción. El 16 de septiembre recapturaron la Mamáyev Kurgán y continuaron luchando por la estación ferroviaria, sufriendo un 30 por ciento de bajas en las primeras 24 horas, pero la orilla del río quedó a salvo (solo 320 hombres de los 10 000 iniciales sobrevivieron hasta el final de la Batalla de Stalingrado). Las tropas soviéticas fueron reforzadas, pero eso no amilanaba a los alemanes quienes realizaban hasta doce asaltos diarios, con fieros contraataques rusos.
La colina cambió de manos varias veces. Para el 27 de septiembre de 1942, los alemanes habían recapturado nuevamente el Mamáyev Kurgán. Los soviéticos retuvieron sus posiciones en las laderas de la colina, mientras la 284.ª División de Fusileros sostenía la estratégica posición. Los defensores se mantuvieron hasta el 26 de enero de 1943, cuando la ofensiva de invierno permitió rodear, atrapar y destruir a las fuerzas nazis dentro de Stalingrado. El Mariscal de Campo alemán Friedrich Paulus, jefe del 6.º ejército germánico (primer Mariscal de Alemania en rendirse hasta ese momento), se rindió con la mayor parte de sus tropas el 31 de enero, pero la batalla terminó oficialmente el 2 de febrero siguiente, cuando se rindió el último grupo de soldados alemanes que resistía en los escombros de la fábrica de tractores Octubre Rojo.
Cuando la batalla había terminado, la tierra empapada de sangre de la colina estaba abierta y mezclada con gran cantidad de metralla: el suelo contenía entre 500 y 1250 esquirlas de metal por metro cuadrado. La tierra de la colina permaneció negra durante el invierno, ya que la nieve se derretía a causa de los incendios y explosiones de cañones alemanes y lanzacohetes Katyusha. En la primavera siguiente la colina se mantuvo negra, y ni pasto, ni otras plantas crecieron en la tierra quemada. Las pronunciadas laderas se convirtieron en un terreno plano, producto de los violentos bombardeos. Aún hoy los visitantes encuentran de vez en cuando fragmentos de huesos y metal en las laderas de la colina.

## Complejo conmemorativo

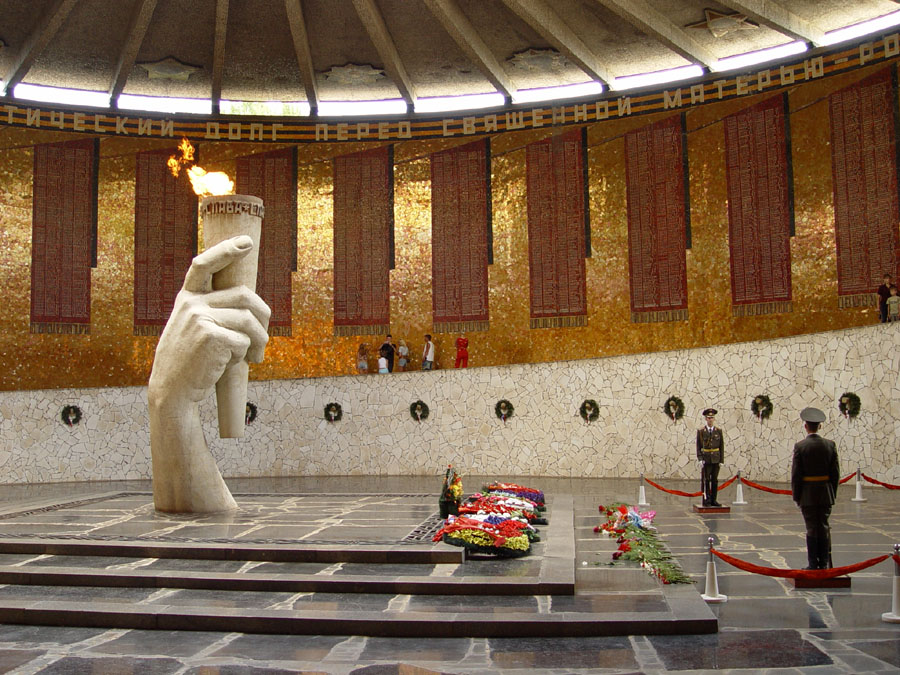
Vechnii ogóñ, la "llama eterna".

Tras el fin de la Segunda Guerra Mundial en Europa, las autoridades soviéticas planearon que el Mamáyev Kurgán se transformara en un monumento conmemorativo. El complejo fue construido entre 1959 y 1967 y se encuentra coronado por una estatua alegórica de la «Madre Patria» en su cima. En su base se encuentra enterrado el victorioso General de la defensa de la ciudad, el Mariscal de la Unión Soviética Vasili Chuikov, el único de ellos enterrado fuera de Moscú, así como Vasili Záitsev, francotirador al que se le atribuye haber dado muerte a 242 soldados y oficiales alemanes durante la Batalla de Stalingrado. Entre los españoles que yacen con él, se halla el teniente Rubén Ruiz Ibárruri, único hijo varón de La Pasionaria. Dentro del complejo se ubica también un gran museo sobre la batalla.
Mamáyev Kurgán recibe alrededor de dos millones de visitantes cada año.

### Estatua de la Madre Patria
Este monumento, diseñado por Yevgueni Vuchétich, tiene el nombre completo de «¡La Madre Patria llama!» (Ródina Mat' Zoviot!). Consiste en una escultura de cemento de 105 metros de altura, 85 desde sus pies hasta la punta de la espada de 27 metros, dominando el paisaje de la ciudad de Stalingrado (renombrada Volgogrado posteriormente en 1961). En el momento de su instalación la escultura se convirtió en la mayor del mundo. La única parte que no está hecha de cemento es la espada, para la que se utilizó acero. La estatua se mantiene de pie sobre su pedestal gracias a su peso, ya que se construyó con una cimentación mínima. La figura, por su parte, evoca la escena clásica griega de la «Niké», en particular a la Victoria de Samotracia por los ropajes.